# 10th Conference of the International Woman Suffrage Alliance

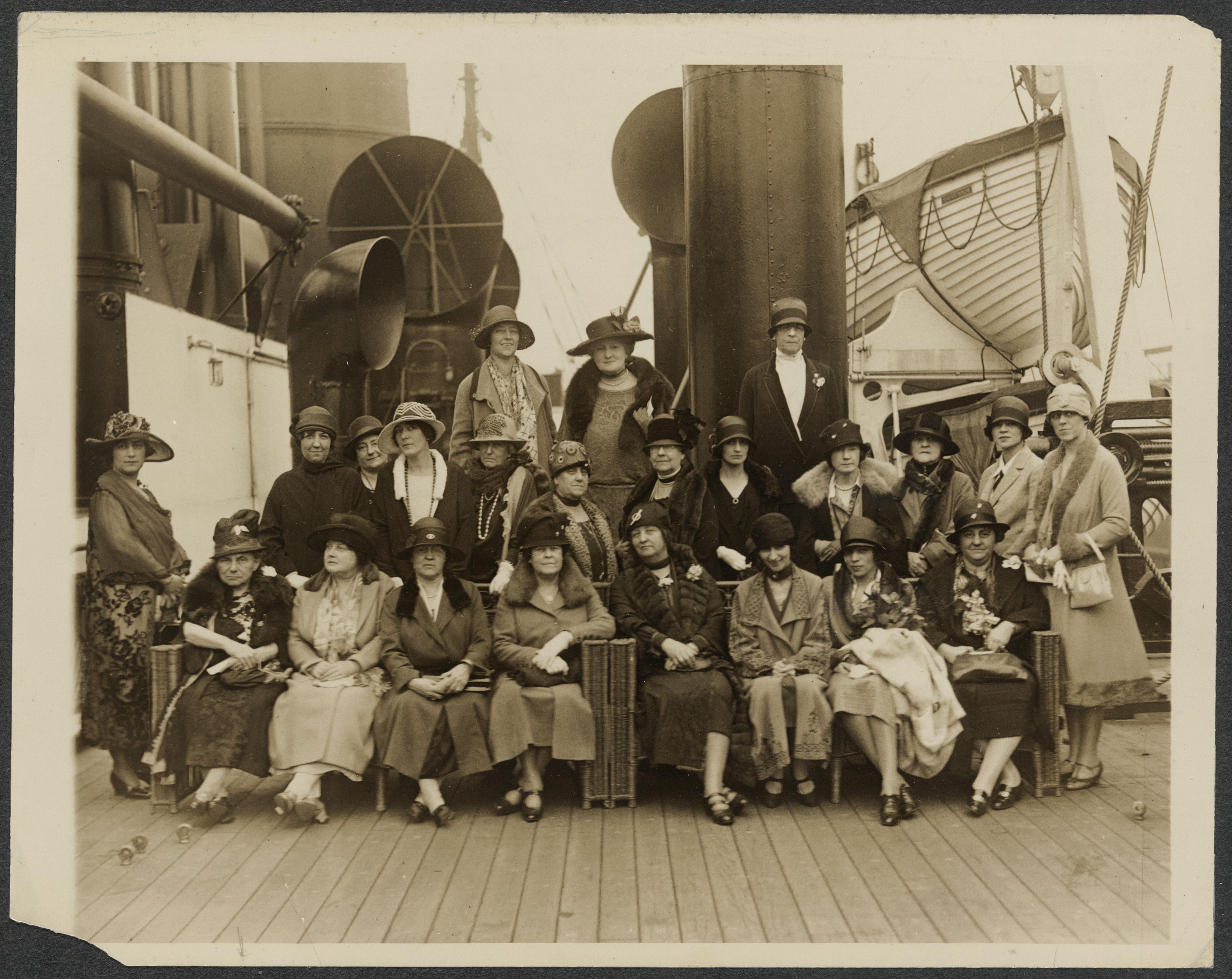
Party delegation en route to Paris 276049v

10th Conference of the International Woman Suffrage Alliance var en internationell konferens som ägde rum i Paris i Frankrike 30 maj - 6 juni 1926. Det var den tionde internationella konferensen om kvinnors rättigheter som organiserades av International Alliance of Women. 
Under denna konferens framhävdes betydelsen av internationellt globalt feministiska samarbete, särskilt det täta samarbetet mellan brittiska och amerikanska feminister, en tes som fördes fram av bland annat Six Point Group och American National Woman's Party. 
Ordföranden förde fram att kvinnorörelsen existerade i varje land vars civilisation byggde på rättvisa, fred och frihet, och att dess mål var rättvisa, internationell förståelse och fred. 
Konferensen var den första som hölls utan den tidigare bärande kraften Carrie Chapman Catt, som dock skrev att kvinnlig rösträtt nu hade uppnåtts (många fick denna rätt efter första världskriget) och att en av deras största uppgifter nu var att verka för världsfred, och en kommitté för syftet uppsattes på hennes förslag. 